# Trichophoropsis bicolor
Trichophoropsis bicolor är en tvåvingeart som beskrevs av Gonzalez 1992. Trichophoropsis bicolor ingår i släktet Trichophoropsis och familjen parasitflugor. Inga underarter finns listade i Catalogue of Life.